# Sport-Club Charlottenburg 2016-2017
Questa voce raccoglie le informazioni riguardanti lo Sport-Club Charlottenburg nelle competizioni ufficiali della stagione 2016-2017.

## Organigramma societario
Area direttiva
- Presidente: Kaweh Niroomand

Area tecnica
- Allenatore: Roberto Serniotti
- Allenatore in seconda: Lucio Oro
- Scout man: Manlio Puxeddu, Vogel Florian

Area sanitaria
- Medico: Oliver Miltner
- Fisioterapista: Sebastian Hempe, Sebastian Riekehr

## Rosa
| N° | Nome               | Ruolo | Data di nascita  | Nazionalità sportiva |
| -- | ------------------ | ----- | ---------------- | -------------------- |
| 1  | Aleksandar Okolić  | C     | 26 giugno 1993   | Serbia               |
| 2  | Steven Marshall    | S     | 23 novembre 1989 | Canada               |
| 3  | Robert Kromm       | S     | 9 marzo 1984     | Germania             |
| 4  | Luke Perry         | L     | 20 novembre 1995 | Australia            |
| 5  | Nikola Kovačević   | S     | 14 febbraio 1983 | Serbia               |
| 6  | Felix Fischer      | C     | 27 febbraio 1983 | Germania             |
| 8  | Graham Vigrass     | C     | 17 giugno 1989   | Canada               |
| 10 | Sebastian Kühner   | P     | 15 marzo 1987    | Germania             |
| 11 | Tsimafei Zhukouski | P     | 18 dicembre 1989 | Croazia              |
| 12 | Paul Carroll       | S/O   | 16 maggio 1986   | Australia            |
| 13 | Ruben Schott       | S     | 8 luglio 1994    | Germania             |
| 15 | Maximilian Auste   | S/O   | 27 gennaio 1997  | Germania             |
| 16 | Wouter ter Maat    | S/O   | 7 maggio 1991    | Paesi Bassi          |
| 17 | Egor Bogachev      | S     | 6 aprile 1997    | Germania             |